# Tadeusz Kalisz
Tadeusz Kalisz (ur. 1 listopada 1934 we wsi Siedliszcze, zm. 6 sierpnia 2011) – polski duchowny baptystyczny, w latach 1980–1984 członek Naczelnej Rady Kościoła Chrześcijan Baptystów w PRL.

## Życiorys
Wychowywał się w rodzinie baptystycznej w Rudce koło Chełma. Przez 11 lat był duszpasterzem w Gorzowie Wielkopolskim zaś w latach 1981–1994 w Chełmie jednocześnie będąc prezbiterem okręgowym Okręgu Lubelskiego. W latach 1980–1984 był również członkiem Naczelnej Rady Kościoła Chrześcijan Baptystów. Po przejściu na emeryturę w 1994 był honorowym radnym i starszym zboru w Chełmie. Zmarł 6 sierpnia 2011. Został pochowany na Cmentarzu Komunalnym przy ul. Mościckiego w Chełmie. Uroczystościom pogrzebowym przewodził Przewodniczący Rady Kościoła prezbiter Gustaw Cieślar.